# Photoscotosia eutheria
Photoscotosia eutheria là một loài bướm đêm trong họ Geometridae.